# Zápas na Letních olympijských hrách 1936 – muži, volný styl do 56 kg
Zápas ve volném stylu v bantamové váze (do 56 kg) probíhal na Letních olympijských hrách 1936 v Berlíně, v Germany Hall. O medaile se utkalo celkem 14 zápasníků.

## Turnajové výsledky
Zápasníci získávají v průběhu bojů záporné body. 5 bodů vyřazuje zápasníka z dalších bojů.

### Kolo 1
| TPP | MPP |                        | Score     |                         | MPP | TPP |
| --- | --- | ---------------------- | --------- | ----------------------- | --- | --- |
| 1   | 1   | Ray Cazaux (GBR)       | 3 – 0     | Kojiro Tamba (JPN)      | 3   | 3   |
| 0   | 0   | Johannes Herbert (GER) | TF / 4:15 | Ahmet Çakıryıldız (TUR) | 3   | 3   |
| 0   | 0   | Ödön Zombori (HUN)     | TF / 4:15 | Gustave Laporte (BEL)   | 3   | 3   |
| 0   | 0   | Marcello Nizzola (ITA) | TF / 5:30 | Antonín Nič (TCH)       | 3   | 3   |
| 1   | 1   | Herman Tuvesson (SWE)  | 3 – 0     | Aatos Jaskari (FIN)     | 3   | 3   |
| 0   | 0   | Cesar Gaudard (SUI)    | TF / 6:43 | Shankarrao Thorat (IND) | 3   | 3   |
| 1   | 1   | Ross Flood (USA)       | 3 – 0     | Enrique Jurado (PHI)    | 3   | 3   |

### Kolo 2
| TPP | MPP |                         | Score     |                         | MPP | TPP |
| --- | --- | ----------------------- | --------- | ----------------------- | --- | --- |
| 4   | 1   | Ahmet Çakıryıldız (TUR) | 2 – 1     | Kojiro Tamba (JPN)      | 2   | 5   |
| 0   | 0   | Johannes Herbert (GER)  | TF / 7:14 | Ray Cazaux (GBR)        | 3   | 4   |
| 3   | 0   | Gustave Laporte (BEL)   | TF / 1:16 | Antonín Nič (TCH)       | 3   | 6   |
| 1   | 1   | Ödön Zombori (HUN)      | 2 – 1     | Marcello Nizzola (ITA)  | 2   | 2   |
| 1   | 0   | Herman Tuvesson (SWE)   | TF / 9:49 | Cesar Gaudard (SUI)     | 3   | 3   |
| 3   | 0   | Aatos Jaskari (FIN)     | TF / 3:43 | Enrique Jurado (PHI)    | 3   | 6   |
| 1   | 0   | Ross Flood (USA)        | TF / 4:50 | Shankarrao Thorat (IND) | 3   | 6   |

### Kolo 3
| TPP | MPP |                         | Score     |                        | MPP | TPP |
| --- | --- | ----------------------- | --------- | ---------------------- | --- | --- |
| 4   | 0   | Ahmet Çakıryıldız (TUR) | TF / 5:06 | Ray Cazaux (GBR)       | 3   | 7   |
| 0   | 0   | Johannes Herbert (GER)  | TF / 3:45 | Gustave Laporte (BEL)  | 3   | 6   |
| 2   | 1   | Herman Tuvesson (SWE)   | 3 – 0     | Ödön Zombori (HUN)     | 3   | 4   |
| 4   | 1   | Aatos Jaskari (FIN)     | 3 – 0     | Marcello Nizzola (ITA) | 3   | 5   |
| 1   | 0   | Ross Flood (USA)        | TF / 8:21 | Cesar Gaudard (SUI)    | 3   | 6   |

### Kolo 4
| TPP | MPP |                       | Score     |                         | MPP | TPP |
| --- | --- | --------------------- | --------- | ----------------------- | --- | --- |
| 4   | 0   | Ödön Zombori (HUN)    | TF / 5:45 | Ahmet Çakıryıldız (TUR) | 3   | 7   |
| 3   | 1   | Herman Tuvesson (SWE) | 2 – 1     | Johannes Herbert (GER)  | 2   | 2   |
| 1   | 0   | Ross Flood (USA)      | TF / 5:24 | Aatos Jaskari (FIN)     | 3   | 7   |

### Kolo 5
| TPP | MPP |                    | Score     |                        | MPP | TPP |
| --- | --- | ------------------ | --------- | ---------------------- | --- | --- |
| 4   | 0   | Ödön Zombori (HUN) | TF / 5:24 | Johannes Herbert (GER) | 3   | 5   |
| 2   | 1   | Ross Flood (USA)   | 3 – 0     | Herman Tuvesson (SWE)  | 3   | 6   |

### Finále
| TPP | MPP |                    | Score      |                  | MPP | TPP |
| --- | --- | ------------------ | ---------- | ---------------- | --- | --- |
|     | 0   | Ödön Zombori (HUN) | TF / 12:40 | Ross Flood (USA) | 3   |     |

## Finálové pořadí
1. Ödön Zombori (HUN)
2. Ross Flood (USA)
3. Johannes Herbert (GER)
4. Herman Tuvesson (SWE)
5. Aatos Jaskari (FIN)
6. Ahmet Çakıryıldız (TUR)